# Yefren

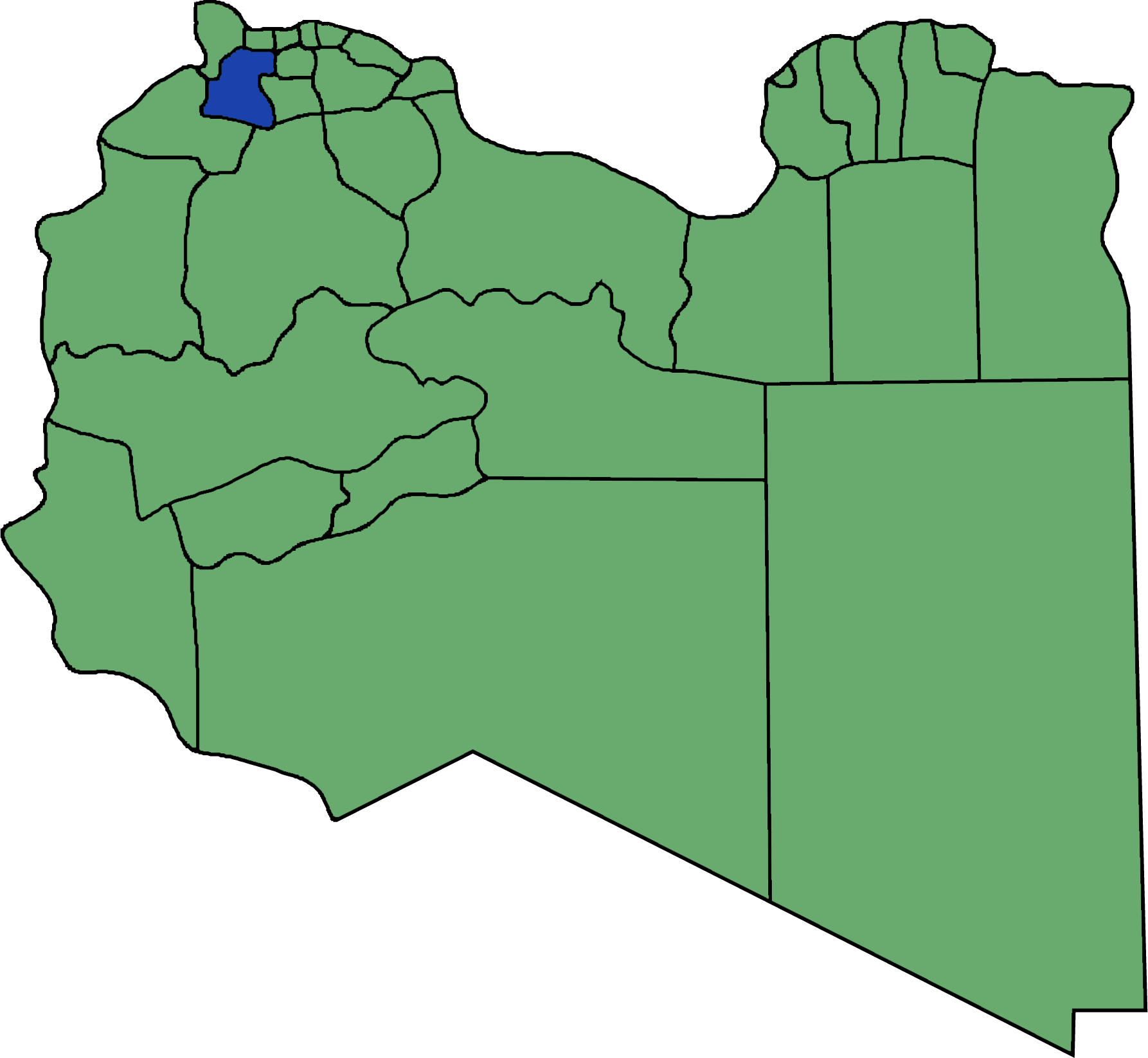
Localización de la municipalidad de Yafran.

Yafran, en árabe: يفرن, , también escrita como Jefren, Yefren, Yifran, Yifrin o Ifrane fue uno de los treinta y cuatro municipios o distritos en las que se subdividía la Gran República Árabe Libia Popular y Socialista hasta el año 2007. Su ciudad capital es la ciudad de Yefren.

## Superficie y población
Este municipio libio poseía una extensión de territorio que abarcaba una superficie de unos 9.310 kilómetros cuadrados. Dentro de la división administrativa mencionada, según las cifras otorgadas por el censo realizado en el año 2003, había una población compuesta por 117.647 personas. Si se consideran los datos anteriores, se puede deducir que la densidad poblacional del municipio de Yafran era de 12,64 habitantes por cada kilómetro cuadrado.